# Alexandra Elbakjanová
Alexandra Elbakjanová (* 6. listopadu 1988 Almaty) je kazašská programátorka, která se proslavila založením webové stránky a úložiště dat Sci-Hub, které shromažďuje vědecké články a zpřístupňuje je bez ohledu na copyright. Učinila tak podle svých slov v reakci na vysoké ceny přístupu k vědeckým článkům zvláště pro vědce z chudších zemí. Přihlašovací údaje k placeným zdrojům darovali Elbakjanové akademici z různých zemí, kteří s ní utajeně sympatizují. Proti Sci-Hubu bylo učiněno již několik soudních tažení, stále však funguje. Elbakjanová pro to bývá nazývána „královnou vědeckého pirátství“ a bývá přirovnávána k Aaronu Swartzovi nebo Edwardu Snowdenovi. Vystudovala informatiku na Satbajevově univerzitě v Almaty (2009). Sci-Hub založila v roce 2011. Prohlásila, že jí inspirovaly komunistické ideály a vedl jí protizápadní a protiamerický sentiment. Podporuje Rusko a vidí ho jako potřebný „silný stát, který se může postavit západnímu světu“. V prosinci 2019 bylo oznámeno, že ministerstvo spravedlnosti Spojených států amerických vyšetřuje Elbakjanovou kvůli podezření z vazeb na ruskou vojenskou zpravodajskou službu GRU. Elbakjanová vazbu popřela, nicméně uvedla, že „samozřejmě mohla existovat nepřímá pomoc“ ruských tajných služeb Sci-Hubu.